# モナコ＝ヴィル
モナコ＝ヴィル （フランス語: Monaco-Ville、モナコ語: Munegu-Vila）は、モナコの地区。公国最古の地区であり、一般的には『モナコ岩』（Rocher de Monaco）として知られている。

## 概要
国の政治機関の中枢が集まる。大公宮殿、政府、国民議会、市議会、裁判所および刑務所がある。

## 歴史
この地には、マッサリア（現在のマルセイユ）からやってきたフェニキア人たちが紀元前6世紀にMonoïkosという植民地を築いていた。Monoïkosはヘーラクレースと関連付けられ、Hercules Monoecusとして崇拝された。ヘーラクレースの偉業によると、またシケリアのディオドロスとストラボンによると、ギリシャ人とリグリア人はヘーラクレースがこの地に渡ったと伝えた。
1215年6月10日、フルコ・デル・カッセッロに率いられた、撤退するギベリンたちが、モナコ岩の上に要塞の建設を始めた。岩を戦略的要所として地域の支配権を確立するためである。彼らはまた、守備隊を支えるため岩の基地に住宅を建てた。ジェノヴァ共和国や周辺の町の住民たちをひきつけるため、彼らは土地を提供し、新規移住者への課税を免除した。
1297年1月8日、1133年にジェノヴァ共和国のコンスルであったオットー・カネッラの子孫フランソワ・グリマルディが、要塞を掌握した。小規模な軍隊しか持たなかったにもかかわらず、グリマルディはフランシスコ会修道士の扮装をし、兵士をだまして扉を開かせた。このエピソードから、彼のニックネームであるMalizia（悪者）がつけられた。このため、現在のモナコ軍の紋章には、剣で武装した2人のフランシスコ会修道士が描かれているのである。
1911年に公布されたモナコ憲法は、公国を3つのコミューンに分割した。このときモナコ＝ヴィルはコミューンとなったが、1917年に公国全体で単一のコミューンとして再編された。

## 対外関係

### 姉妹都市･提携都市
- クウェート市（クウェート国 アースィマ県）

## ギャラリー

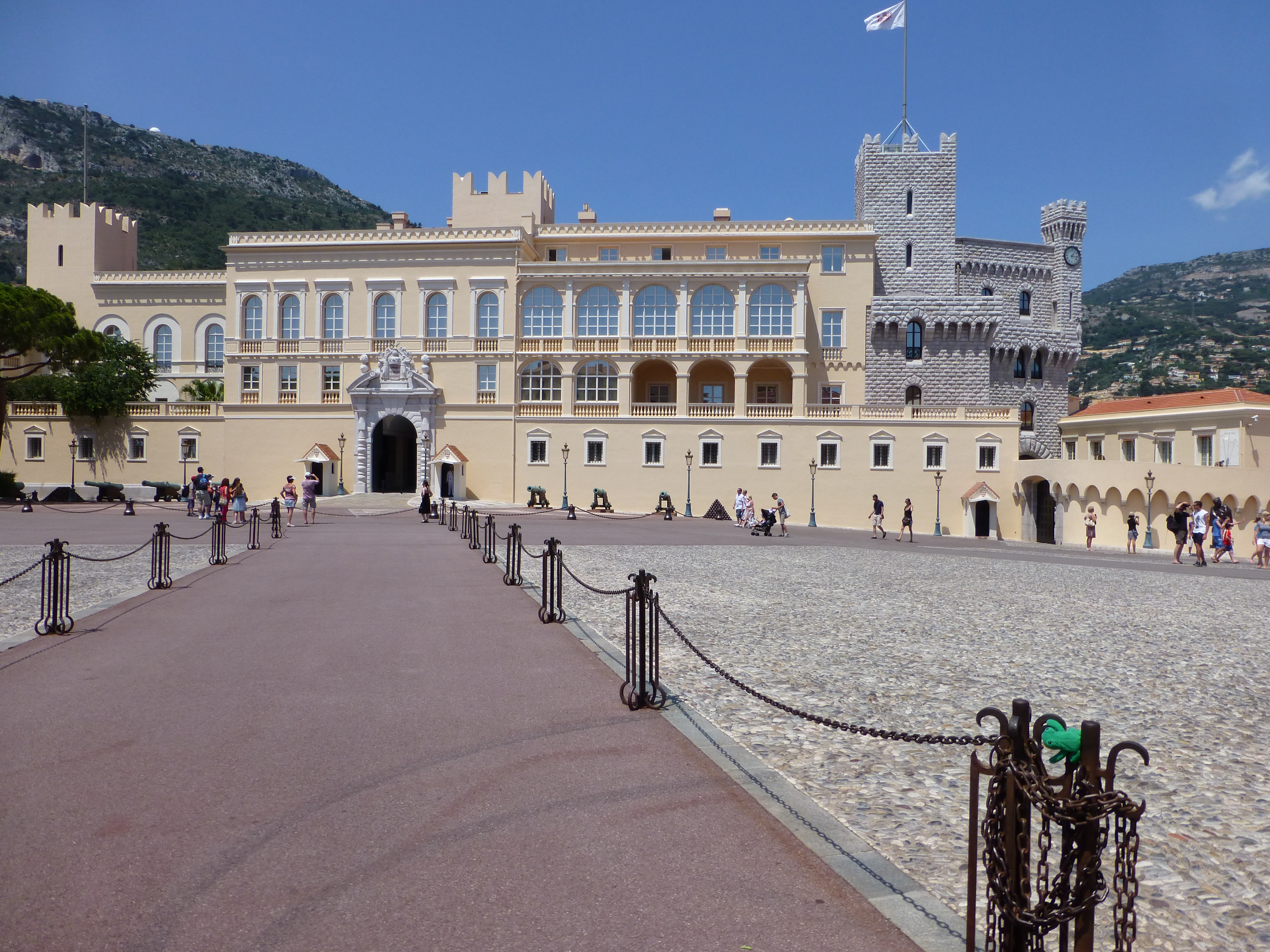
大公宮殿
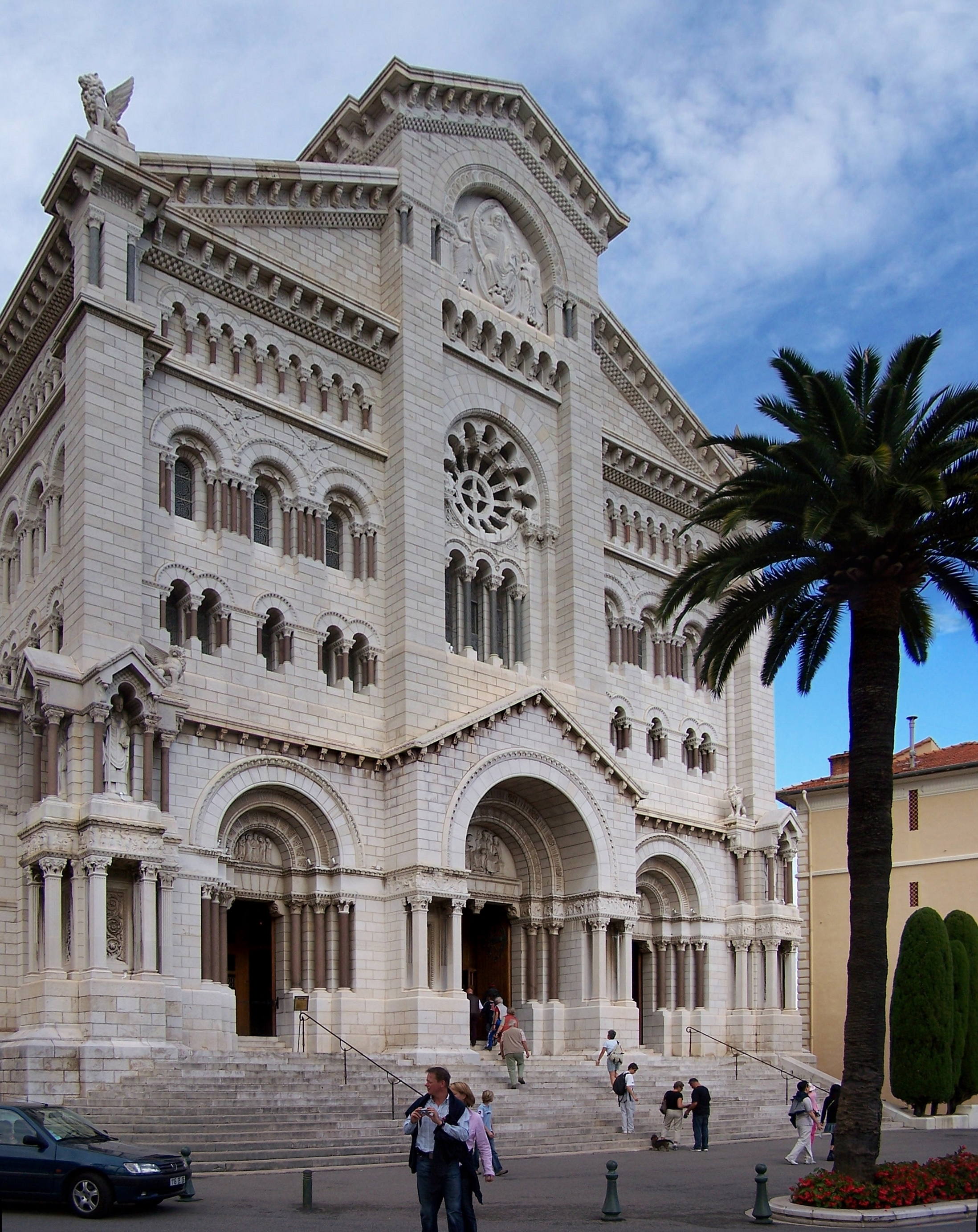
ノートル・ダム・イマキュレ大聖堂
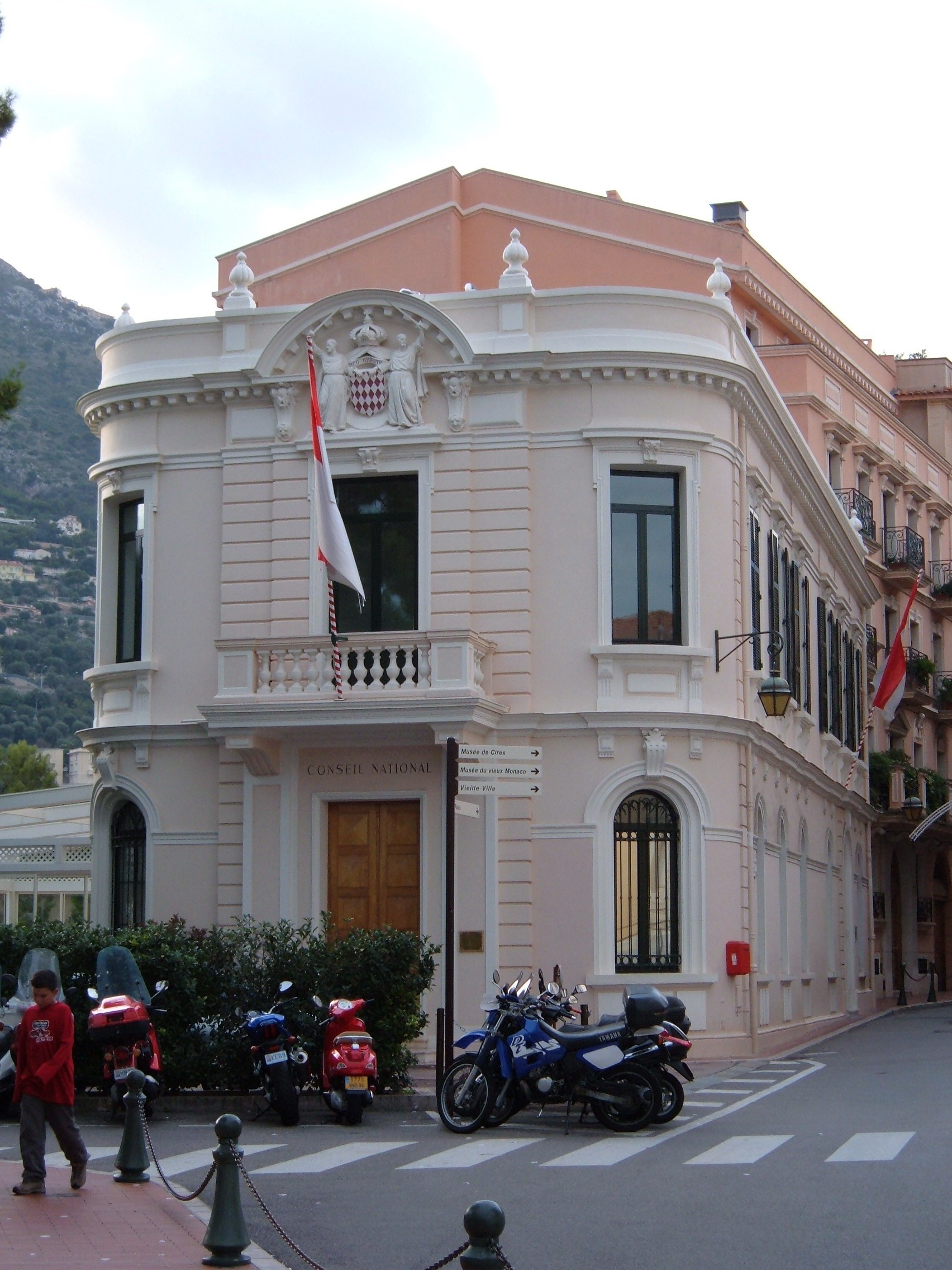
国民議会
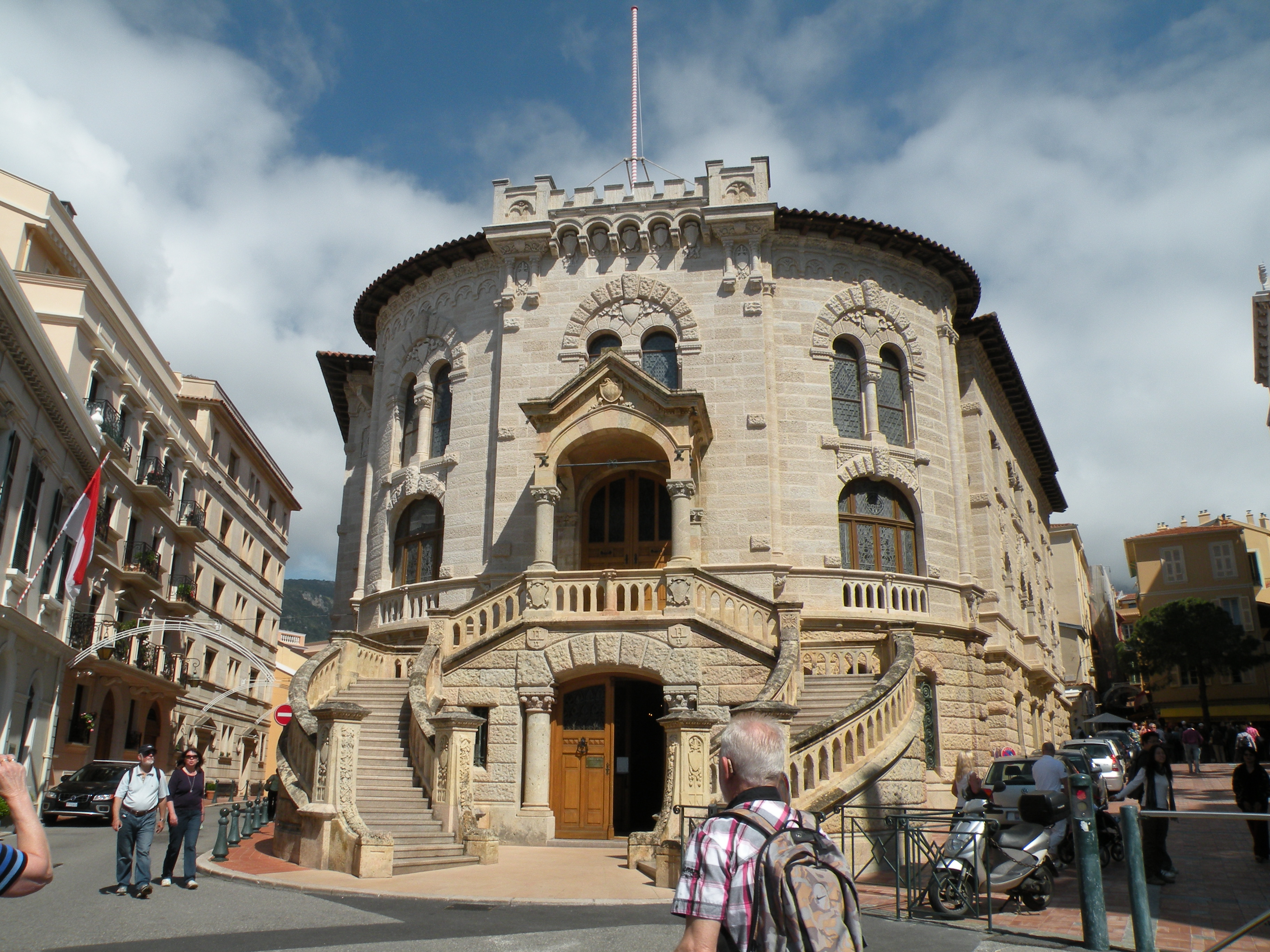
裁判所
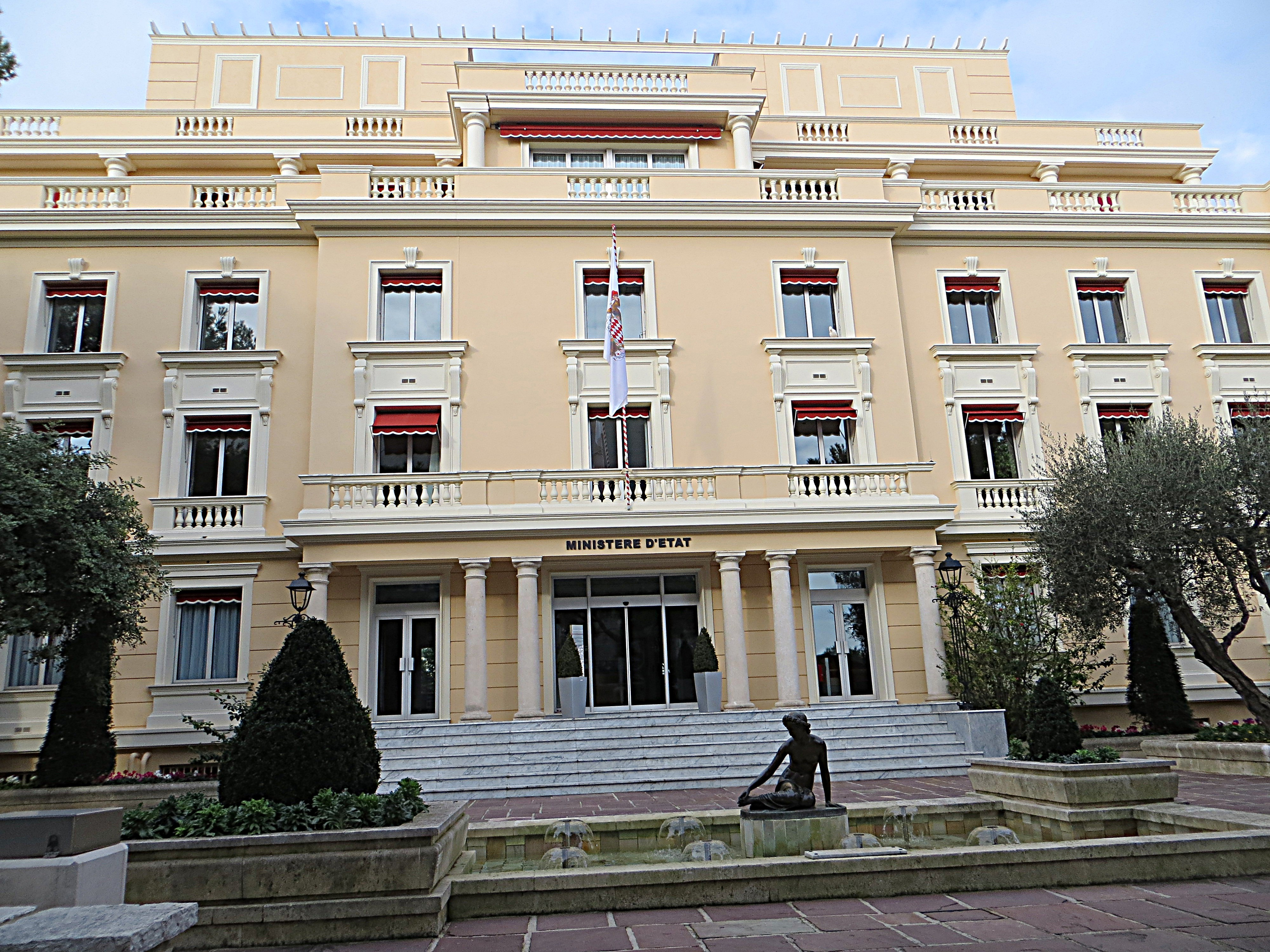
国務省
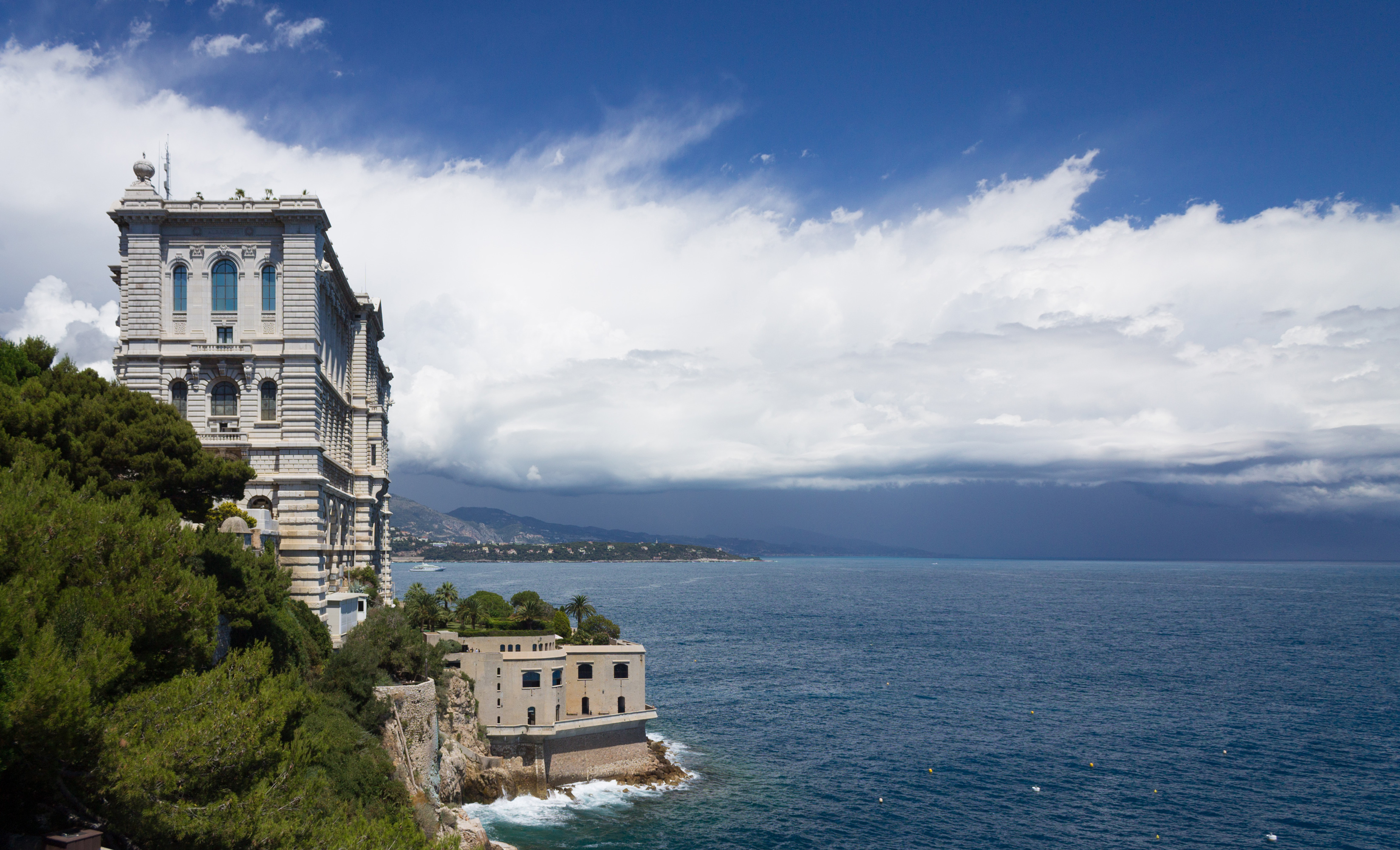
モナコ海洋博物館
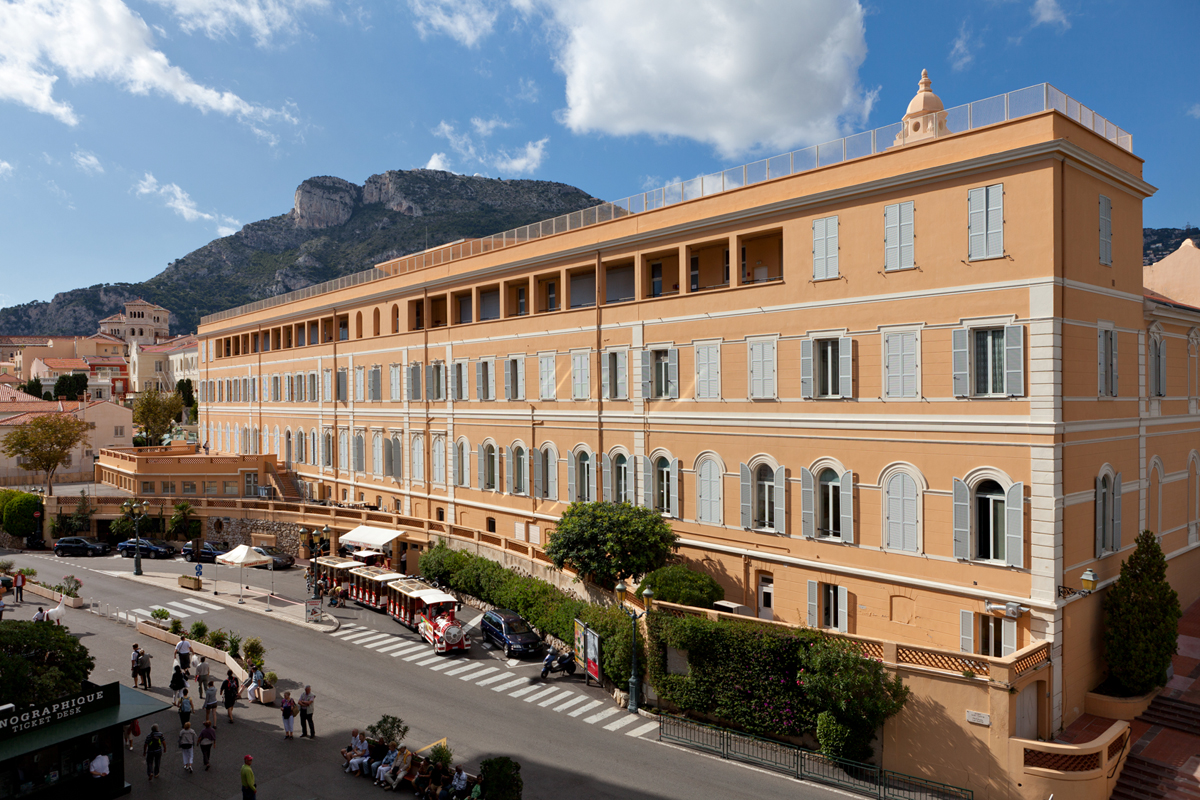
リセ・アルベール・プルミエ
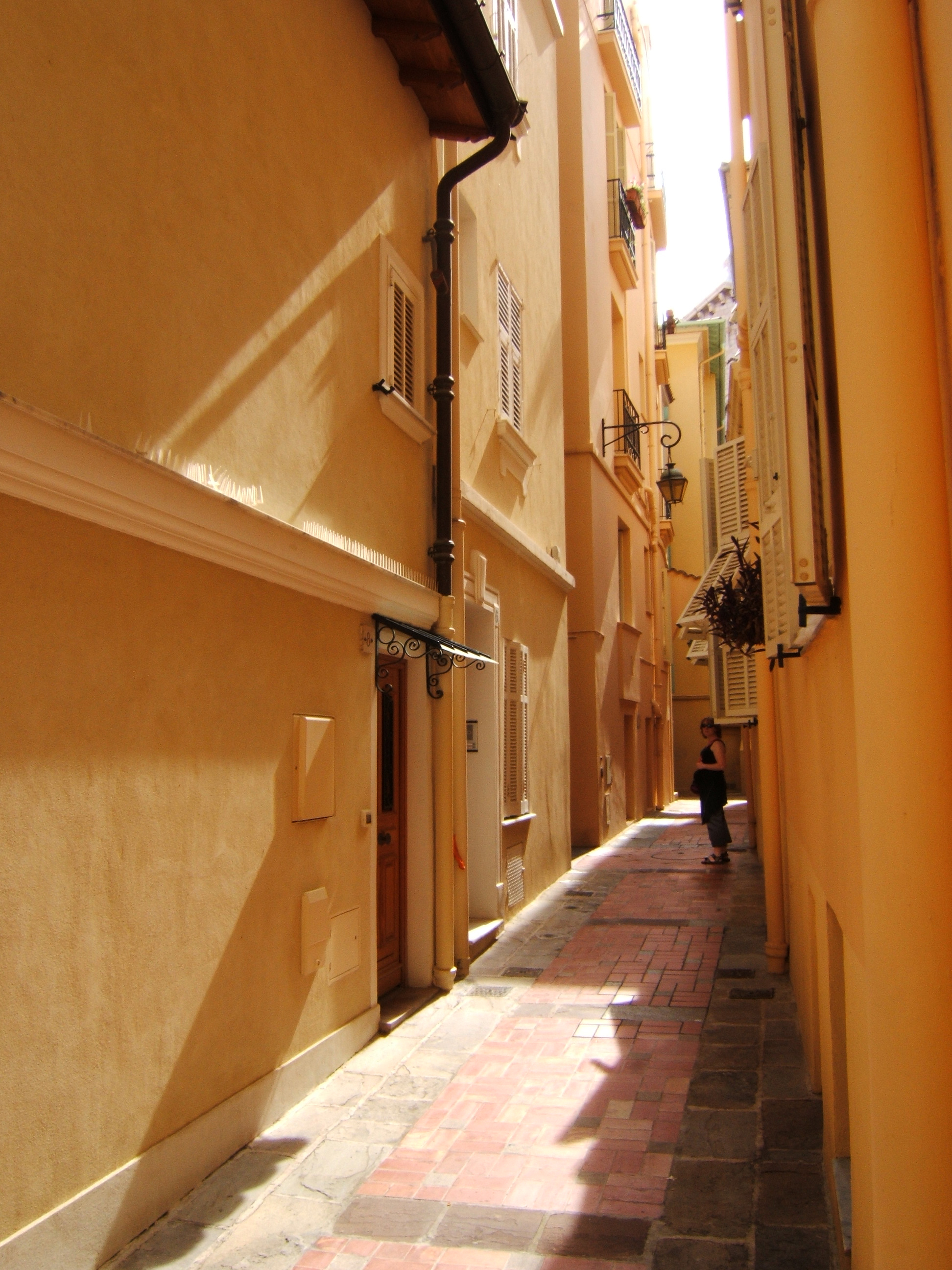
古い通り